# Brachygrammatella speciosissima
Brachygrammatella speciosissima is een vliesvleugelig insect uit de familie Trichogrammatidae. De wetenschappelijke naam werd voor het eerst geldig gepubliceerd in 1912 door Alexandre Arsène Girault.